# Trichosanthes cucumeroides
Trichosanthes cucumeroides är en gurkväxtart som först beskrevs av Nicolas Charles Seringe, och fick sitt nu gällande namn av Carl Maximowicz. Trichosanthes cucumeroides ingår i släktet Trichosanthes och familjen gurkväxter.

## Underarter
Arten delas in i följande underarter:
- T. c. dicoelosperma
- T. c. hainanensis